# Lucilia lycopodioides
Lucilia lycopodioides là một loài thực vật có hoa trong họ Cúc. Loài này được (Less.) S.E.Freire mô tả khoa học đầu tiên năm 1989.